# Guzmania xipholepis
Guzmania xipholepis är en gräsväxtart som beskrevs av Lyman Bradford Smith. Guzmania xipholepis ingår i släktet Guzmania och familjen Bromeliaceae. Inga underarter finns listade i Catalogue of Life.